# Suikerbossie
Suikerbossie is een Afrikaanstalig lied. De naam van het lied verwijst naar de Suikerbossie (Protea repens), tot 1976 de nationale bloem van Zuid-Afrika.

## Geschiedenis
Het lied werd in 1930 gecomponeerd door Fred Michel (1898-1969), een kapper uit Kaapstad, en in 1933 voor het eerst opgevoerd door Orkes Malan & Sy Kêrels, de muziekgroep waar Michel vocalist van was.
De rechten van het lied werden voor een habbekrats verkocht aan Polliacks Music Company. Nadien is Suikerbossie vertolkt door veel andere artiesten, waaronder David de Lange, Chris Blignaut en Nádine.
De naar de Verenigde Staten geëmigreerde Zuid-Afrikaan Josef Marais vertaalde het nummer in 1946 het Engels tot Sugar Bush. Ook de Engelstalige versie is populair geworden, onder andere door een vertolking van Doris Day en Frankie Laine, die in 1952 de achtste plek in de UK Singles Chart haalde. Ook Eve Boswell haalde de hitlijsten met het nummer.
Het lied is daarnaast nog in andere talen vertaald, waaronder het Frans (La Petite Marie), het Duits (Zucker-lili) en het Russisch (Маленькая Мари).
Ook in Nederland geniet het lied bekendheid. Suikerbossie werd tot de jaren zeventig gezongen op lagere scholen. Onder andere Stef Bos en Duo Karst maakten covers van het nummer.

## Tekst
Het refrein van Suikerbossie gaat als volgt:

Suikerbossie, 'k wil jou hê,

Suikerbossie, 'k wil jou hê,

Suikerbossie, 'k wil jou hê;

wat sal jou mamma daarvan sê?

Dan loop ons so onderdeur die maan,

dan loop ons so onderdeur die maan,

dan loop ons so onderdeur die maan--

ek en my Suikerbossie saam!